# Varanus cumingi
Varanus cumingi — вид, що належить до родини варанових.

## Опис
Є два різні форми забарвлення. Форма з о. Мінданао переважно це жовта голова з різними кількостями темних плям; шия, спина і хвіст темно-сірі з великими жовтими поперечними смугами, підборіддя і горло в основному рівномірно жовті, рідко з темними відмітинами; черево білувате з нерегулярними темними поперечними смугами; нижній бік хвоста жовтий з темними цятками; верхній бік кінцівок строкатий темно-сірий і жовтий, нижній бік жовтий. Особи з інших островів темніші, з переважно темно-сірою головою, і мають набагато менше жовтого кольору на спині. Багато неповнолітніх набагато темніші й тьмяніші у забарвленні, ніж дорослі.
Найбільший записаний зразок має загальну довжину 150 см (тулуб 60 см). Середня повна довжина 6 дорослих особин з Мінданао 114,2 см (мін. 102 см, макс. 132 см), із середньою вагою 1383 гр (мін. 800 гр, макс. 2500 гр).

## Поширення
Цей вид є ендеміком Філіппін. Він зазвичай знаходиться нижче 1000 м над рівнем моря. Бажаним місцем проживання є мангрові зарості, і також він є відносно поширеним у ставкових областях. Тварини можуть бути знайдені в тропічних вологих лісах, але можуть також досягти високої щільністю населення в модифікованих середовищах існування.

## Загрози та охорона
Хоча це досить поширений вид, загрозою у великій мірі є незаконні лісозаготівлі (що суперечить національному законодавству), для місцевого і національного споживання і в меншій мірі національна та міжнародна торгівля тваринами та шкіряна торгівля. Цей вид присутній у ряді природоохоронних територій. Він захищений національним законодавством та перерахованих у Додатку II СІТЕС. 